# Charley, de komische musical
Charley, de komische musical is de musicalbewerking van het toneelstuk De Tante van Charlie van Jon van Eerd. De musical liep van november 2018 tot april 2019 en werd genomineerd voor vier Musical Awards. De muziek werd geschreven door Michael Reed, het script en de liedteksten door Jon van Eerd.
De producent was Pretpakhuis.

## Verhaal
Als de twee vrienden Anton en Lodewijk hun liefde willen betuigen aan de tweeling Eline en Celine schakelen ze de hulp in van butler Charley. Het was de bedoeling dat Donna Lucia d'Alvadorez, een rijke tante uit Brazilië, als chaperonne zou fungeren, maar als zij niet komt opdagen moet Charley zich onder dwang van de jongens voordoen als de tante. Dit leidt tot allerlei misverstanden, zeker als de echte Donna Lucia d'Alvadorez alsnog verschijnt.

## Rolverdeling
| personage               | acteur              |
| ----------------------- | ------------------- |
| Charley                 | Jon van Eerd        |
| Ella van Vlissingen     | Anne-Mieke Ruyten   |
| Donna Lucia d'Alvadorez | Vera Mann           |
| Olivier Heemstede       | Hugo Haenen         |
| Kolonel van Aerdenhout  | Laus Steenbeeke     |
| Lodewijk van Blaericum  | Job Bovelander      |
| Anton van Aerdenhout    | Jonathan Demoor     |
| Celine Heemstede        | Priscilla Knetemann |
| Eline Heemstede         | Aimée de Pater      |

## Artistieke medewerkers
- Script & liedteksten - Jon van Eerd
- Muziek - Michael Reed
- Regie - Caroline Frerichs
- Choreografie - Eline Vroon
- Kostuums - Arno Bremers

## Muziek
1e Akte
1. OUVERTURE - instrumentaal
2. CHARLEY - Anton, Lodewijk, Eline, Celine
3. EN NU - Anton, Lodewijk
4. DE RIVIÈRA - Charley, Anton, Lodewijk, Eline, Celine
5. ZE IS VAN MIJ - Kolonel van Aerdenhout, Heemstede
6. ELLA'S VERDRIET - Ella
7. LEUN OP MIJ - Charley, Anton

2e Akte
1. ENTR'ACTE - instrumentaal
2. EEN MYSTERIE - Donna Lucia
3. WEET JE NOG WEL - Donna Lucia, Kolonel van Aerdenhout, Charley
4. WIJ VROUWEN - Donna Lucia, Charley
5. ARBEIDSVOORWAARDEN - Charley, Anton, Lodewijk, Eline, Celine
6. CHARLEY'S VERDRIET - Charley
7. OH BRAZILIË - Charley & company
8. FINALE - Company